# José Egídio de Moura Albuquerque
José Egídio de Moura e Albuquerque, primeiro e único barão de Santo Antônio da Barra (Rio de Contas, —?) foi um nobre brasileiro, bisneto de Lizarda Liberata Vitoria da Rocha, pertencente a tradicionais familias do Alto Sertão da Serra da Bahia, (de Moura e Albuquerque, de Sousa Meira, Pinheiro Ganguçu, Rocha Medrado, Ribeiro de Novaes, de Vasconcellos Bittencourt, Spinola, etc..) fazendeiros na região.
Filho de Manoel Justiniano de Moura e Albuquerque e Auta Rosa de Sousa Meira e primo do barão de Vila Velha, entre seus irmãos Marcolino Moura participante com distinção na Guerra do Paraguai, Deputado Provincial e Geral do Império, e Deputado Federal na Republica.
José Egidio barão de Santo Antonio da Barra era coronel da Guarda Nacional.
Agraciado barão com o titulo de Barão de Santo Antonio da Barra por ter custeado a ajuda às vítimas da peste em Rio de Contas, pelo imperador do Brasil Dom Pedro II em 10 de agosto de 1889.
Em 1891, foi intendente (o equivalente a prefeito, posteriormente) no município de Condeúba, Bahia.
Faleceu em primeiro de abril de 1896.